# Franz Mielenz
Franz Mielenz (ur. 5 kwietnia 1903, zm. ?) – zbrodniarz hitlerowski, jeden z funkcjonariuszy pełniących służbę w niemieckich obozach koncentracyjnych i SS-Scharführer.
Członek SS od września 1933. Od 1939 do 1942 pełnił służbę jako strażnik w Stutthofie. W 1942 został Blockführerem w Sachsenhausen, a w 1943 przeniesiono go do Warschau, gdzie sprawował funkcję Rapportführera. Następnie pełnił również funkcję oficera raportowego i kierownika komand więźniarskich w podobozach KL Dachau – Kaufering III, IV i VII w okresie od sierpnia 1944 do kwietnia 1945. Mielenz znęcał się nad więźniami, zwłaszcza podczas wielogodzinnych apeli, katując ich pałką i kopiąc. Zmaltretowanych więźniów zabierano następnie do obozowego szpitala, gdzie część z nich umierała. Mielenz szczególnie katował więźniów, którzy ośmielili się zameldować o swojej niezdolności do pracy.
Po zakończeniu wojny w dniach 14–15 sierpnia 1947 odbył się proces Franza Mielenza przed amerykańskim Trybunałem Wojskowym w Dachau. Oskarżony był wówczas poważnie chory (między innymi na gruźlicę) i nie był w stanie składać wyjaśnień. Skazano go na karę śmierci przez powieszenie, którą ze względu na chorobę oskarżonego zamieniono w drodze aktu łaski na dożywocie.